# Morti nel 2000/Luglio
| Questa pagina contiene informazioni ricavate automaticamente dalle voci biografiche con l'ausilio del template Bio e di un bot. L'aggiornamento è periodico e automatico e ricostruisce completamente la pagina. Se manca una persona in questa lista, sei pregato di non aggiungerla, ma accertati piuttosto che la sua voce biografica contenga il template Bio e che i dati anagrafici siano correttamente compilati. Se il template Bio manca, inseriscilo tu stesso o, in alternativa, metti l'avviso {{tmp\|Bio}} che ne segnala la mancanza. Se i dati riportati sono sbagliati, correggi direttamente la voce biografica; le modifiche saranno visibili in questa lista entro pochi giorni. Per chiarimenti vedi il progetto biografie. La lista contiene solo le 135 persone che sono citate nell'enciclopedia e per le quali è stato implementato correttamente il template Bio. Pagina aggiornata al 26 apr 2025. |

- 1º luglio - Raymond Robert Forster, aracnologo e entomologo neozelandese (n. 1922)
- 1º luglio - Begum Om Habibeh Aga Khan, modella francese (n. 1906)
- 1º luglio - Walter Matthau, attore statunitense (n. 1920)
- 1º luglio - Francesco Petagna, allenatore di calcio e calciatore italiano (n. 1923)
- 2 luglio - Joey Dunlop, pilota motociclistico nordirlandese (n. 1952)
- 2 luglio - Wilfred Pelletier, scrittore e filosofo canadese (n. 1927)
- 2 luglio - Pietro Restivo, politico e medico italiano (n. 1904)
- 2 luglio - Leonetto Tintori, pittore, decoratore e restauratore italiano (n. 1908)
- 2 luglio - Georgi Tringov, scacchista bulgaro (n. 1937)
- 2 luglio - Anatolij Gavrilovič Ufimcev, scacchista kazako (n. 1914)
- 3 luglio - Mario Giannini, sindacalista e politico italiano (n. 1925)
- 3 luglio - James Grogan, pattinatore artistico su ghiaccio statunitense (n. 1931)
- 3 luglio - John Hejduk, architetto statunitense (n. 1929)
- 3 luglio - Enric Miralles, architetto spagnolo (n. 1955)
- 3 luglio - Luigi Napolitano, politico e partigiano italiano (n. 1924)
- 3 luglio - Settimia Spizzichino, superstite dell'Olocausto italiana (n. 1921)
- 3 luglio - Fiorentino Sullo, politico italiano (n. 1921)
- 3 luglio - Kemal Sunal, attore turco (n. 1944)
- 4 luglio - Turi Golino, trombettista e compositore italiano (n. 1920)
- 4 luglio - Gustaw Herling-Grudziński, scrittore, giornalista e saggista polacco (n. 1919)
- 4 luglio - Halil Kaya, lottatore turco (n. 1920)
- 4 luglio - Marina Krošina, tennista sovietica (n. 1953)
- 5 luglio - Giovanni Bettinelli, ciclista su strada e ciclocrossista italiano (n. 1935)
- 5 luglio - Lord Woodbine, produttore discografico, tastierista e cantante trinidadiano (n. 1929)
- 5 luglio - Dorino Serafini, pilota motociclistico e pilota automobilistico italiano (n. 1909)
- 6 luglio - Poul Jensen, calciatore danese (n. 1934)
- 6 luglio - Lazar Koliševski, politico e generale jugoslavo (n. 1914)
- 6 luglio - Sandro Sandrelli, scrittore di fantascienza, traduttore e giornalista italiano (n. 1926)
- 6 luglio - Władysław Szpilman, compositore e pianista polacco (n. 1911)
- 7 luglio - Mario Assennato, avvocato e politico italiano (n. 1902)
- 7 luglio - Michail Drujan, direttore della fotografia sovietico (n. 1911)
- 7 luglio - Ruth Werner, agente segreta russa (n. 1907)
- 7 luglio - Giuseppe Petralia, vescovo cattolico, scrittore e poeta italiano (n. 1906)
- 7 luglio - Johann Urbanek, calciatore austriaco (n. 1910)
- 8 luglio - FM-2030, scrittore, filosofo e cestista iraniano (n. 1930)
- 8 luglio - Otto Carlos Phol da Nóbrega, cestista brasiliano (n. 1931)
- 8 luglio - Maurice Owen, calciatore inglese (n. 1924)
- 8 luglio - Cliff Sear, allenatore di calcio e calciatore gallese (n. 1936)
- 8 luglio - Ricci DJ, disc jockey e produttore discografico italiano (n. 1963)
- 9 luglio - Sebastiano Addamo, scrittore e poeta italiano (n. 1925)
- 9 luglio - Bianca Bianchi, insegnante, politica e scrittrice italiana (n. 1914)
- 9 luglio - Douglas Fisher, attore britannico (n. 1941)
- 9 luglio - Herbert Hunger, bizantinista austriaco (n. 1914)
- 10 luglio - Gertrud Arndt, fotografa e designer tedesca (n. 1903)
- 10 luglio - Federico Garofalo, pianista e compositore italiano (n. 1924)
- 10 luglio - Conrad McRae, cestista statunitense (n. 1971)
- 10 luglio - Bill Munson, giocatore di football americano statunitense (n. 1941)
- 10 luglio - Hugo Natteri, calciatore peruviano (n. 1934)
- 10 luglio - Ignazio Nigrelli, storico, saggista e ambientalista italiano (n. 1926)
- 10 luglio - Justin Pierce, attore e skater britannico (n. 1975)
- 10 luglio - Giovanni Pisanu, vescovo cattolico italiano (n. 1921)
- 11 luglio - Aldo Duro, linguista e lessicografo italiano (n. 1916)
- 11 luglio - Pedro Mir, poeta dominicano (n. 1913)
- 11 luglio - Robert Runcie, arcivescovo anglicano britannico (n. 1921)
- 11 luglio - Alessandro Tagliolini, scultore italiano (n. 1931)
- 12 luglio - Al Butler, cestista statunitense (n. 1938)
- 12 luglio - Tomislavo Karađorđević, principe serbo (n. 1928)
- 12 luglio - Roger Le Déaut, presbitero e religioso francese (n. 1923)
- 12 luglio - Nicola Vernola, avvocato e politico italiano (n. 1932)
- 13 luglio - Jan Karski, militare polacco (n. 1914)
- 13 luglio - Carlo Mangiù, attore e drammaturgo italiano (n. 1930)
- 14 luglio - Antonio Dimitri, militare italiano (n. 1967)
- 14 luglio - Mark Oliphant, fisico australiano (n. 1901)
- 14 luglio - René Ríos Boettiger, disegnatore e fumettista cileno (n. 1911)
- 15 luglio - Francesco Amadio, vescovo cattolico italiano (n. 1913)
- 15 luglio - Juan Filloy, scrittore argentino (n. 1894)
- 15 luglio - John O. Pastore, politico statunitense (n. 1907)
- 15 luglio - Louis Quilico, baritono canadese (n. 1925)
- 15 luglio - Kalle Svensson, calciatore svedese (n. 1925)
- 16 luglio - William Foote Whyte, sociologo statunitense (n. 1914)
- 16 luglio - Giorgio Terni, fantino italiano (n. 1932)
- 16 luglio - Jean Vercoutter, egittologo francese (n. 1911)
- 17 luglio - Pascale Audret, attrice e cantante francese (n. 1935)
- 17 luglio - Aligi Sassu, pittore e scultore italiano (n. 1912)
- 17 luglio - Ugo Zatterin, giornalista italiano (n. 1920)
- 17 luglio - Zhao Lirong, attrice e cantante cinese (n. 1928)
- 18 luglio - René Chocat, cestista francese (n. 1920)
- 18 luglio - Roberto Contreras, attore statunitense (n. 1928)
- 18 luglio - Alma McClelland, giocatrice di poker statunitense (n. 1921)
- 18 luglio - Francisco Javier Sáenz de Oiza, architetto spagnolo (n. 1918)
- 19 luglio - James B. Clark, regista e montatore statunitense (n. 1908)
- 20 luglio - Giuseppe Buffi, politico svizzero (n. 1938)
- 20 luglio - Eyvind Earle, illustratore statunitense (n. 1916)
- 20 luglio - Constanze Engelbrecht, attrice e doppiatrice tedesca (n. 1950)
- 20 luglio - Gregory Hill, scrittore statunitense (n. 1941)
- 20 luglio - Luigi Montagnani, imprenditore e dirigente sportivo italiano (n. 1922)
- 20 luglio - Gordon Morison, illustratore statunitense (n. 1930)
- 20 luglio - James H. Morrison, politico statunitense (n. 1908)
- 20 luglio - Henning Schlüter, attore tedesco (n. 1927)
- 21 luglio - Vladimir Bagirov, scacchista sovietico (n. 1936)
- 21 luglio - Aloysio Biondi, giornalista brasiliano (n. 1936)
- 21 luglio - Renato Cavalieri, calciatore italiano (n. 1927)
- 21 luglio - Iain Hamilton, compositore scozzese (n. 1922)
- 22 luglio - Eric Christmas, attore britannico (n. 1916)
- 22 luglio - Claude Sautet, regista e sceneggiatore francese (n. 1924)
- 22 luglio - Ross Sutton, arciere e schermidore australiano (n. 1938)
- 23 luglio - Elvire Audray, attrice francese (n. 1960)
- 23 luglio - Carmen Martín Gaite, scrittrice, poetessa e traduttrice spagnola (n. 1925)
- 23 luglio - Johannes Dyba, arcivescovo cattolico tedesco (n. 1929)
- 23 luglio - Vittorio Mangano, mafioso italiano (n. 1940)
- 23 luglio - Philadelpho Menezes, poeta e artista brasiliano (n. 1960)
- 23 luglio - Sandro Paternostro, giornalista e conduttore televisivo italiano (n. 1922)
- 23 luglio - Ahmad Shamlu, poeta persiano (n. 1925)
- 24 luglio - Diego Are, filosofo e scrittore italiano (n. 1914)
- 24 luglio - Anatolij Firsov, hockeista su ghiaccio sovietico (n. 1941)
- 24 luglio - Jim Kremer, calciatore lussemburghese (n. 1918)
- 24 luglio - Oscar Shumsky, violinista statunitense (n. 1917)
- 24 luglio - George Wood, attore statunitense (n. 1919)
- 25 luglio - Christian Marty, aviatore e sportivo francese (n. 1945)
- 25 luglio - Gianni Pieropan, storico, scrittore e alpinista italiano (n. 1914)
- 25 luglio - Julia Pirotte, fotografa e partigiana polacca (n. 1907)
- 26 luglio - Adolfo Beria di Argentine, magistrato, giornalista e giurista italiano (n. 1920)
- 26 luglio - John Wilder Tukey, chimico, matematico e statistico statunitense (n. 1915)
- 26 luglio - Don Weis, regista statunitense (n. 1922)
- 27 luglio - Val Dufour, attore statunitense (n. 1927)
- 27 luglio - Gioacchino Paparelli, italianista e critico letterario italiano (n. 1914)
- 27 luglio - Gordon Solie, commentatore televisivo e giornalista statunitense (n. 1929)
- 27 luglio - Constance Stuart Larrabee, fotografa sudafricana (n. 1914)
- 27 luglio - Zbigniew Żupnik, pittore polacco (n. 1951)
- 28 luglio - Giuseppe Rimbotti, militare, partigiano e giornalista italiano (n. 1915)
- 28 luglio - Chic Stone, fumettista statunitense (n. 1923)
- 28 luglio - John Wells, pittore inglese (n. 1907)
- 29 luglio - Carmine De Santis, politico e poliziotto italiano (n. 1951)
- 29 luglio - Eladio Dieste, ingegnere e architetto uruguaiano (n. 1917)
- 29 luglio - René Favaloro, cardiochirurgo argentino (n. 1923)
- 29 luglio - Benny Fenton, allenatore di calcio e calciatore inglese (n. 1918)
- 29 luglio - Gogliardo Fiaschi, anarchico e partigiano italiano (n. 1930)
- 29 luglio - Vincenzo Saverio Veneziano, pastore protestante e teologo italiano (n. 1904)
- 30 luglio - Alessandro Fregoni, calciatore italiano (n. 1917)
- 30 luglio - Nan Leslie, attrice statunitense (n. 1926)
- 30 luglio - Max Showalter, attore statunitense (n. 1917)
- 30 luglio - Jack Smiley, cestista e allenatore di pallacanestro statunitense (n. 1922)
- 31 luglio - István Gulyás, tennista ungherese (n. 1931)
- 31 luglio - Hendrik Christoffel van de Hulst, astronomo e matematico olandese (n. 1918)
- 31 luglio - William Maxwell, scrittore e giornalista statunitense (n. 1908)